# ملزمة (طباعة)
مَلزَمة (بالإِنجِلِيزِيّة: Fascicle) هِيَ مجمُوعة مِن وَرق الكِتَابَة مُعدة لِلطِّباعة، تتكوَّنُ مِن ثمَانِي صفحات أَو سِتَّ عشرة صفحة أَو اِثنتين وثلاَثِين صفحة. وهِيَ بُنِّيَّة ومُكوَّن الكُتيّب والكِتاب والمجلَّة.